# Belezna
Belezna is een plaats (község) en gemeente in het Hongaarse comitaat Zala. Belezna telt 882 inwoners (2001).

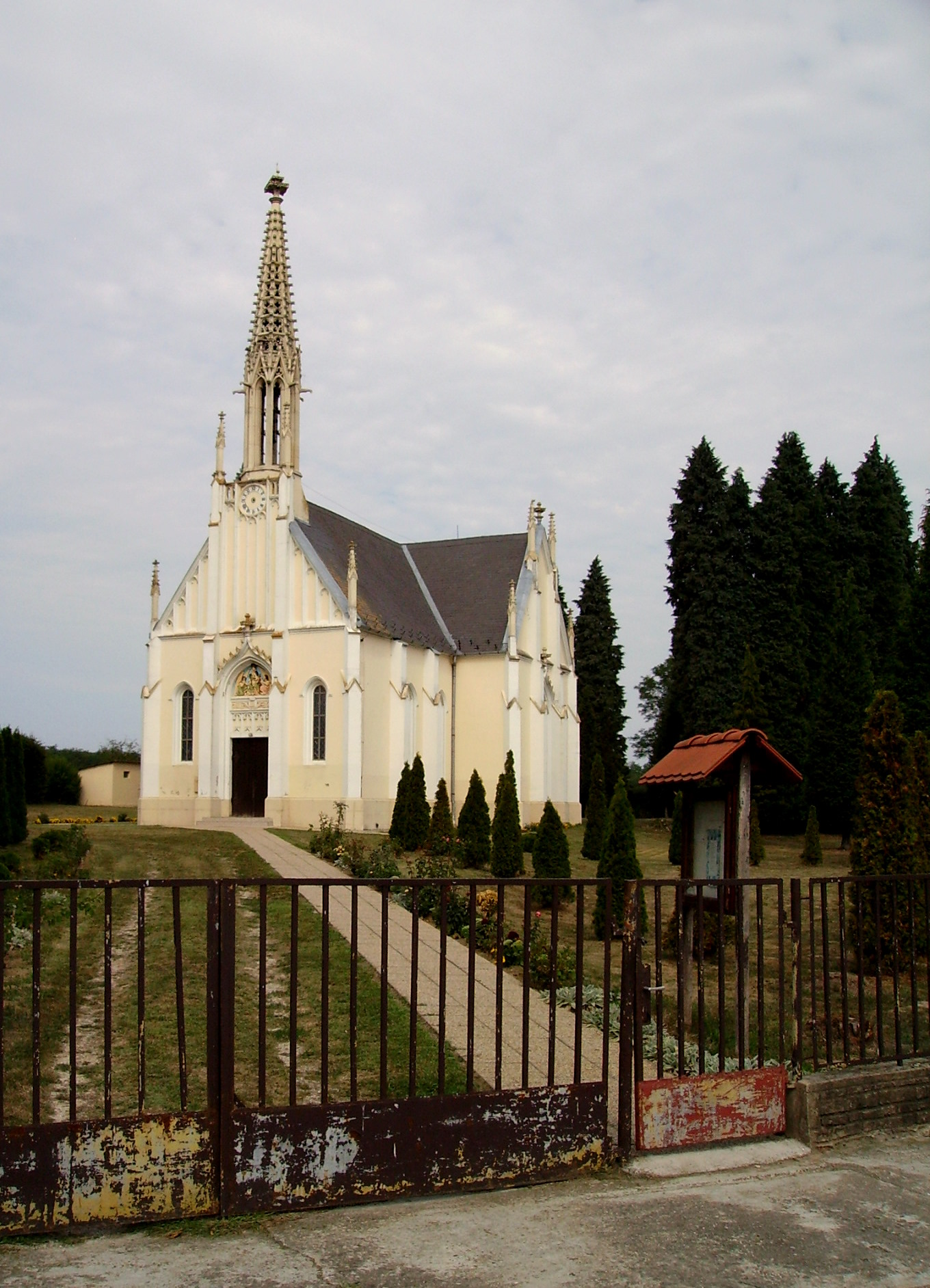
Kerk van Belezna